# Eunica tithonia
Eunica tithonia är en fjärilsart som beskrevs av Felder 1867. Eunica tithonia ingår i släktet Eunica och familjen praktfjärilar. Inga underarter finns listade i Catalogue of Life.